# Kolberbach (Drau)
Der Kolberbach (italienisch Rio Colba) oder Erlbach ist ein linker Zufluss am Oberlauf der Drau. Der Bach entspringt in der Nähe der Parggenspitze in den Villgratner Bergen, fließt von dort südwärts ins Pustertal und mündet zwischen Winnebach (Gemeinde Innichen, Südtirol) und Arnbach (Gemeinde Sillian, Osttirol) in die Drau, wobei er im gesamten Verlauf die Grenze zwischen Italien und Österreich markiert.